# Biserica reformată din Geoagiu

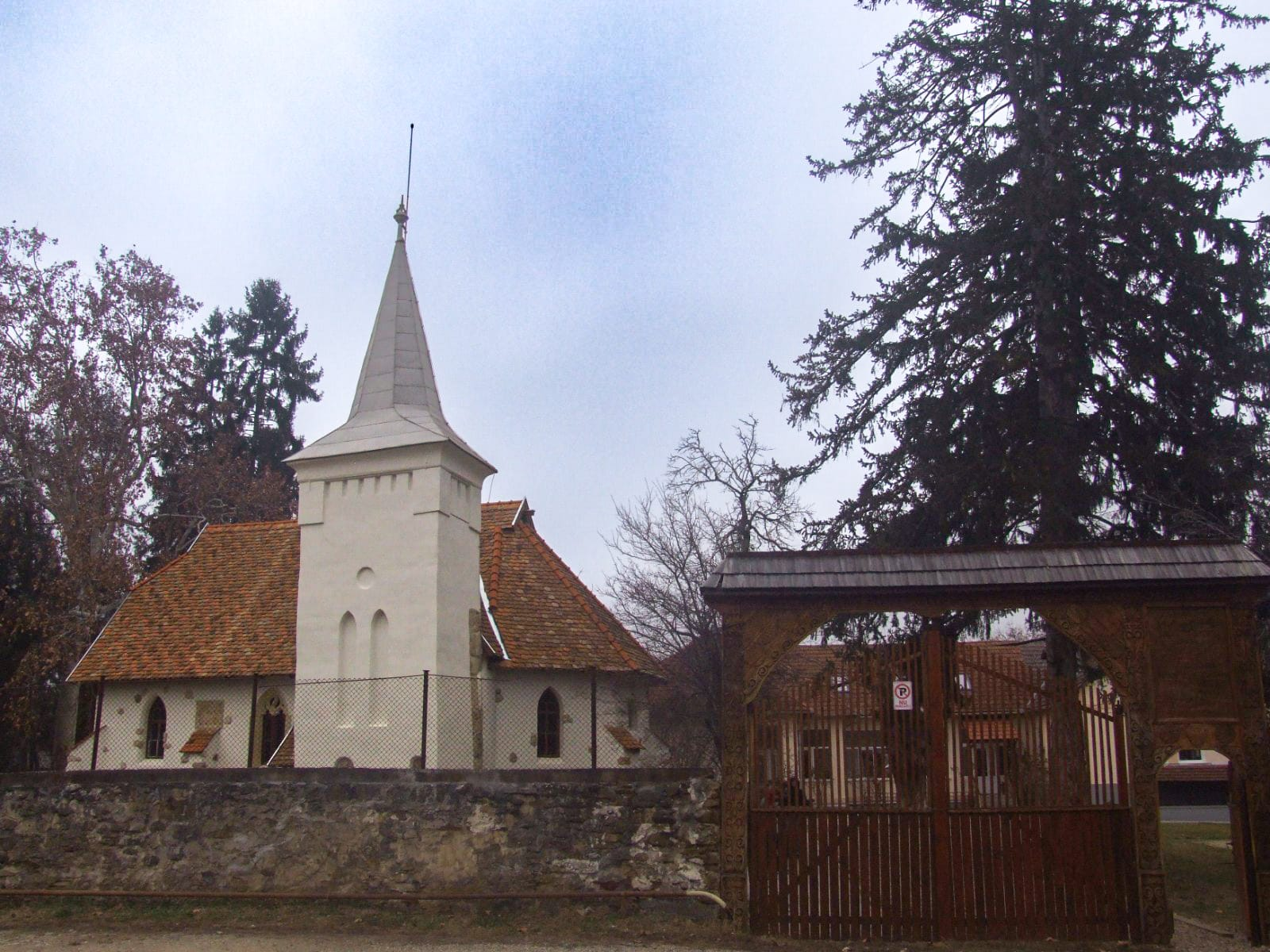

Biserica reformată din Geoagiu, inițial romano-catolică, este un lăcaș de cult din secolele XV-XVI, construit în stil gotic. Edificiul nu se află pe lista monumentelor istorice. La câțiva metri de actuala biserică reformată se află capela romanică din Geoagiu. În biserica reformată din Geoagiu se țin sporadic slujbe religioase, numărul credincioșilor reformați scăzând drastic în secolul al XX-lea (sub zece persoane).

## Istoria bisericii
Plimbându-te în jurul bisericii reformate, poți observa reliefurile deosebite din perioada romană. De asemenea, știm că în epoca romană a existat un castrum lângă Geoagiu și, probabil, aceste reliefuri au fost aduse de acolo când a fost construită biserica. Biserica a fost devastată, ca și clopotniță, în 1848, dar a reușit să fie restaurată în 1866 și complet reconstruită în 1930. O altă trăsătură interesantă a bisericii, în afară de reliefurile romane, este că turnul bisericii este compact, astfel încât nu se poate intra în turn. Asta pentru că Rotonda de lângă ea a fost folosită ca clopotniță.

## Orga bisericii

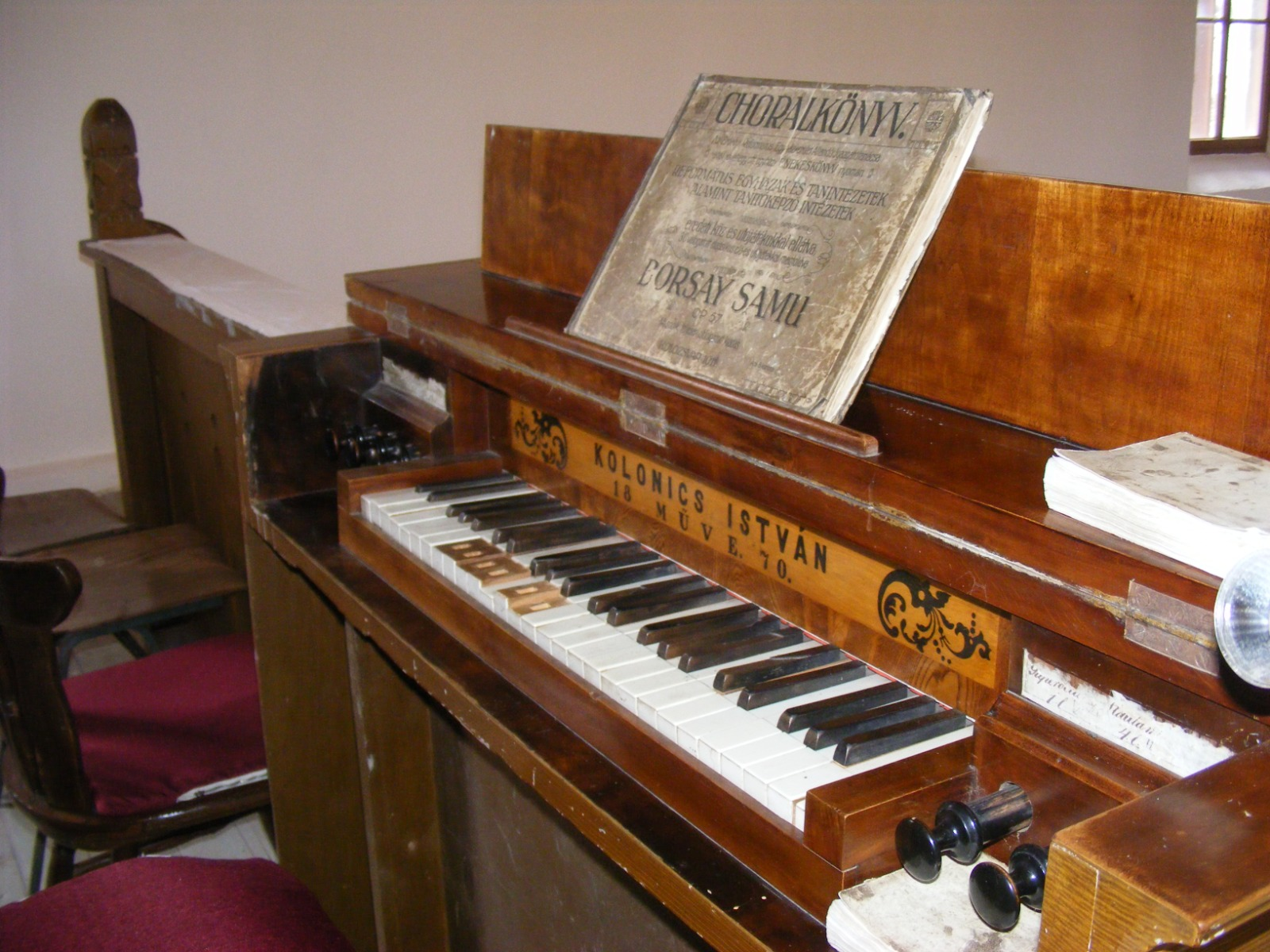

Orga a fost comandată de Kuún Kocsárd în 1870 (din moment ce biserica a fost devastată în 1848 și vechea orgă a fost distrusă). Orga a fost realizată de István Kolonics și este încă funcțională. Este deosebit de interesant că fiecare piesă este originală și nu a fost încă reconstruită. O adevarată curiozitate.

## Curiozități
Una dintre cele mai interesante caracteristici ale bisericii reformate sunt reliefurile romane de pe pereții exteriori și ferestrele gotice încorporate.

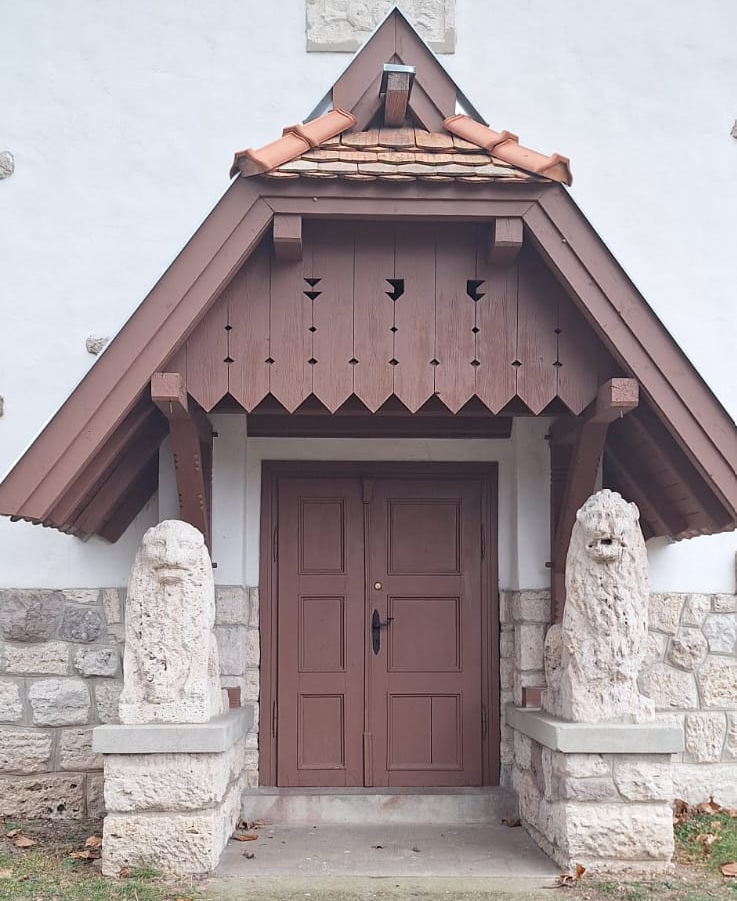
Leii care stau la baza intrării, sunt semne ale blazonului Legiunii al XIII-lea

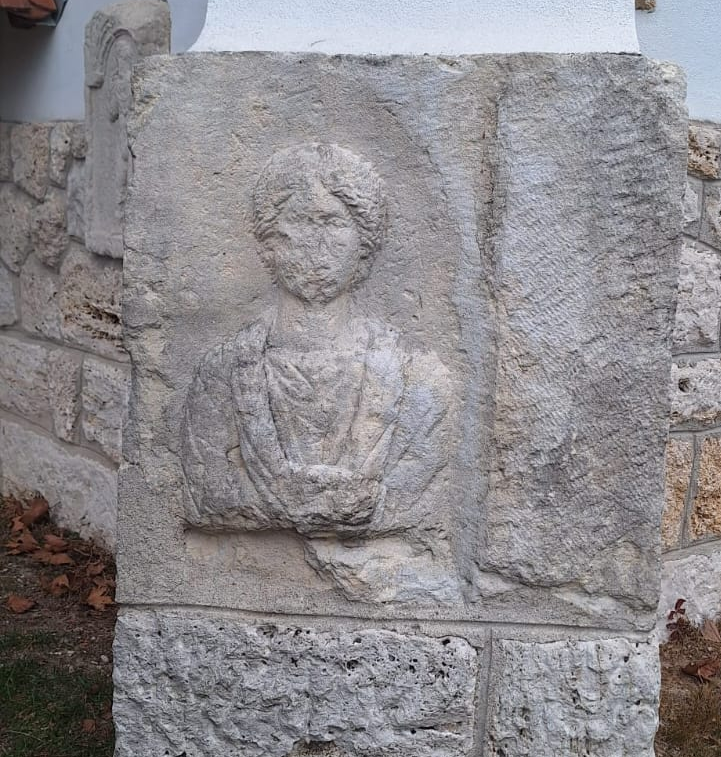
Un alt basorelief roman.

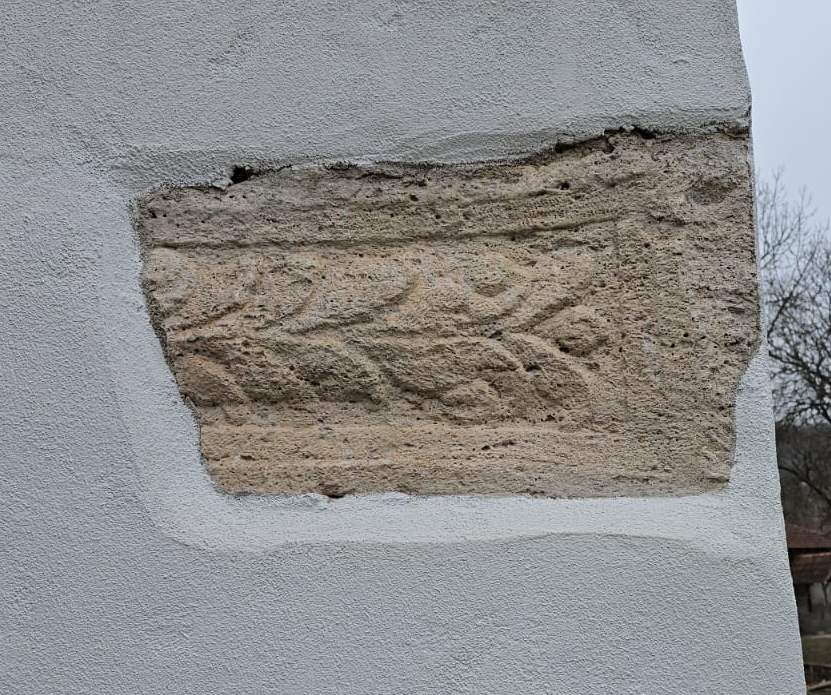
Fragment de perete din perioada Renașcentistă.

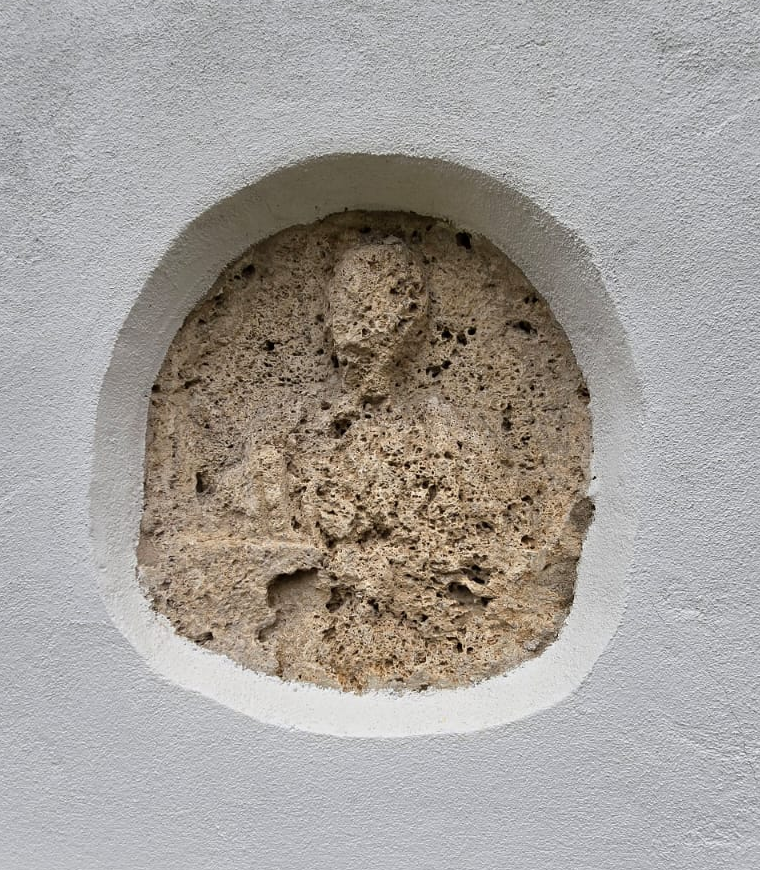
Un alt basorelief roman.

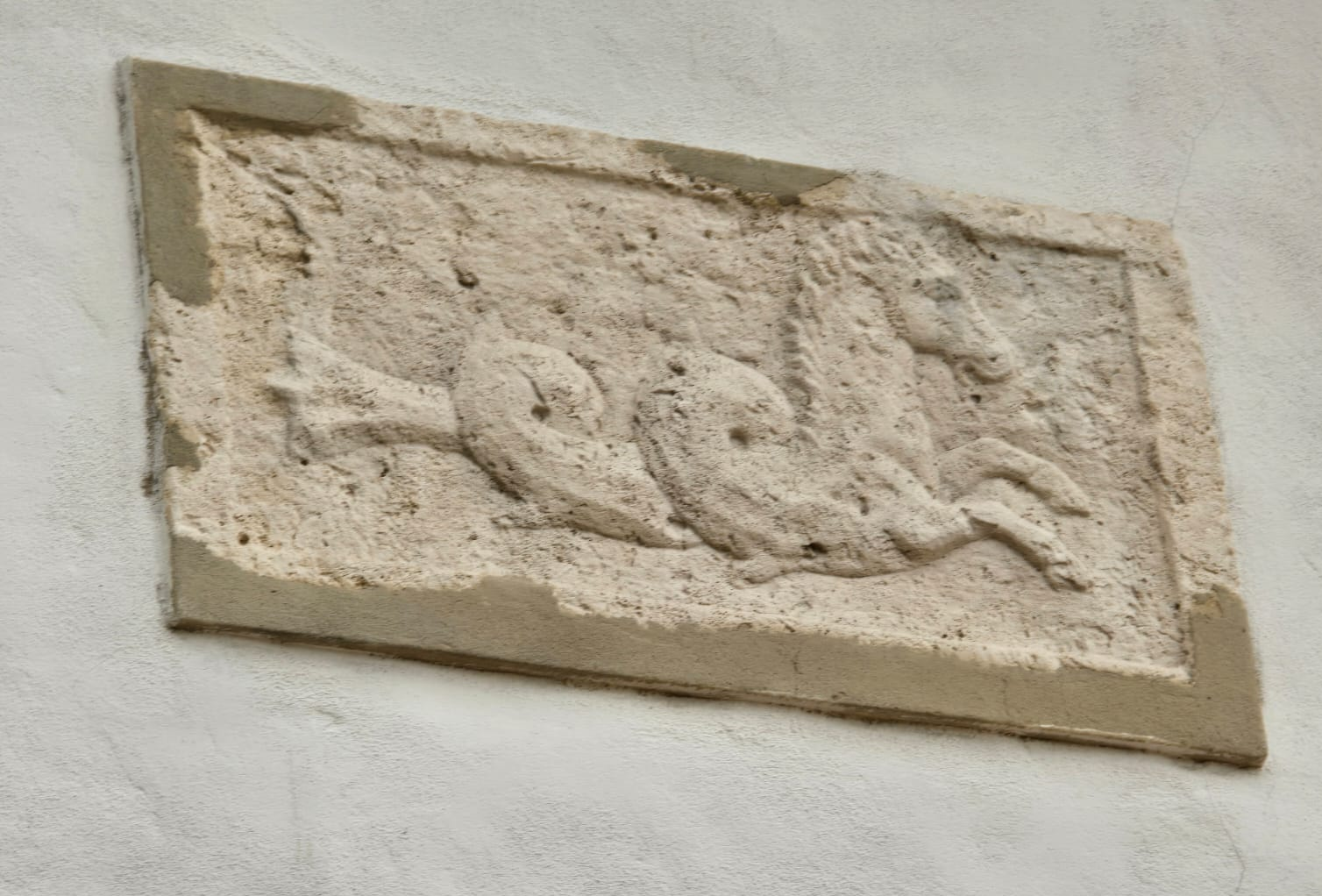
Basorelieful lui Hippocrampus, vizibil deasupra intrării.

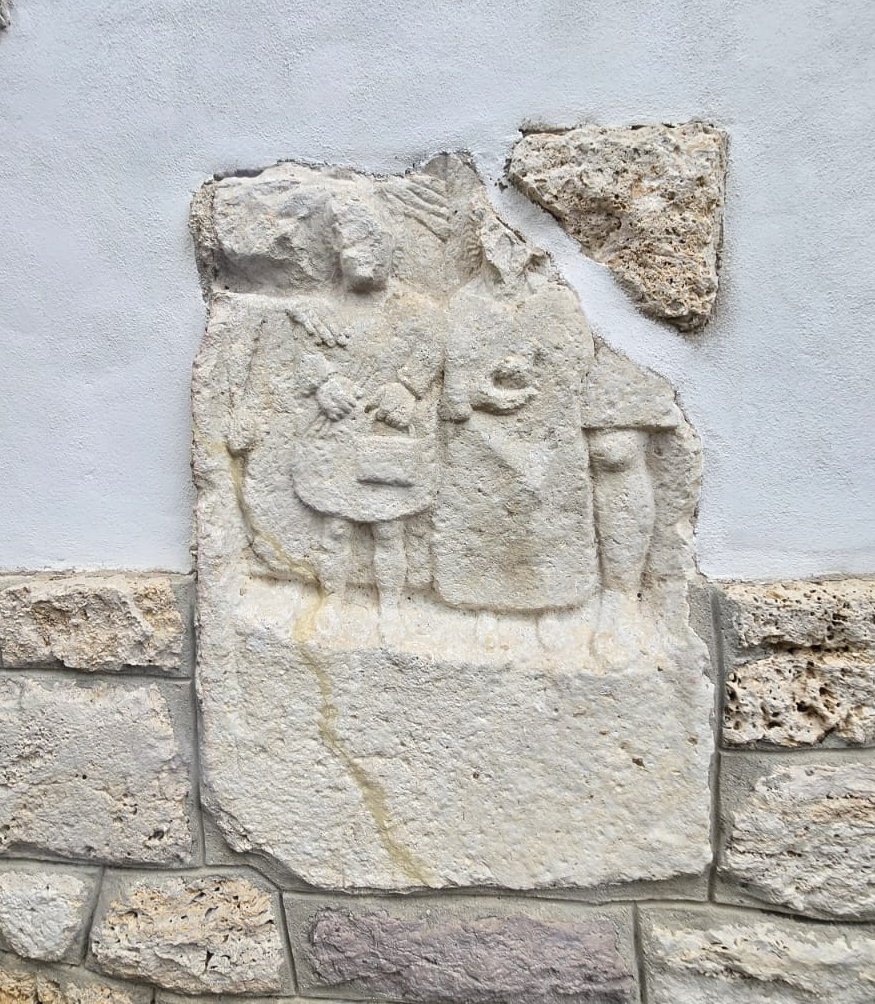
Basorelief de familie.

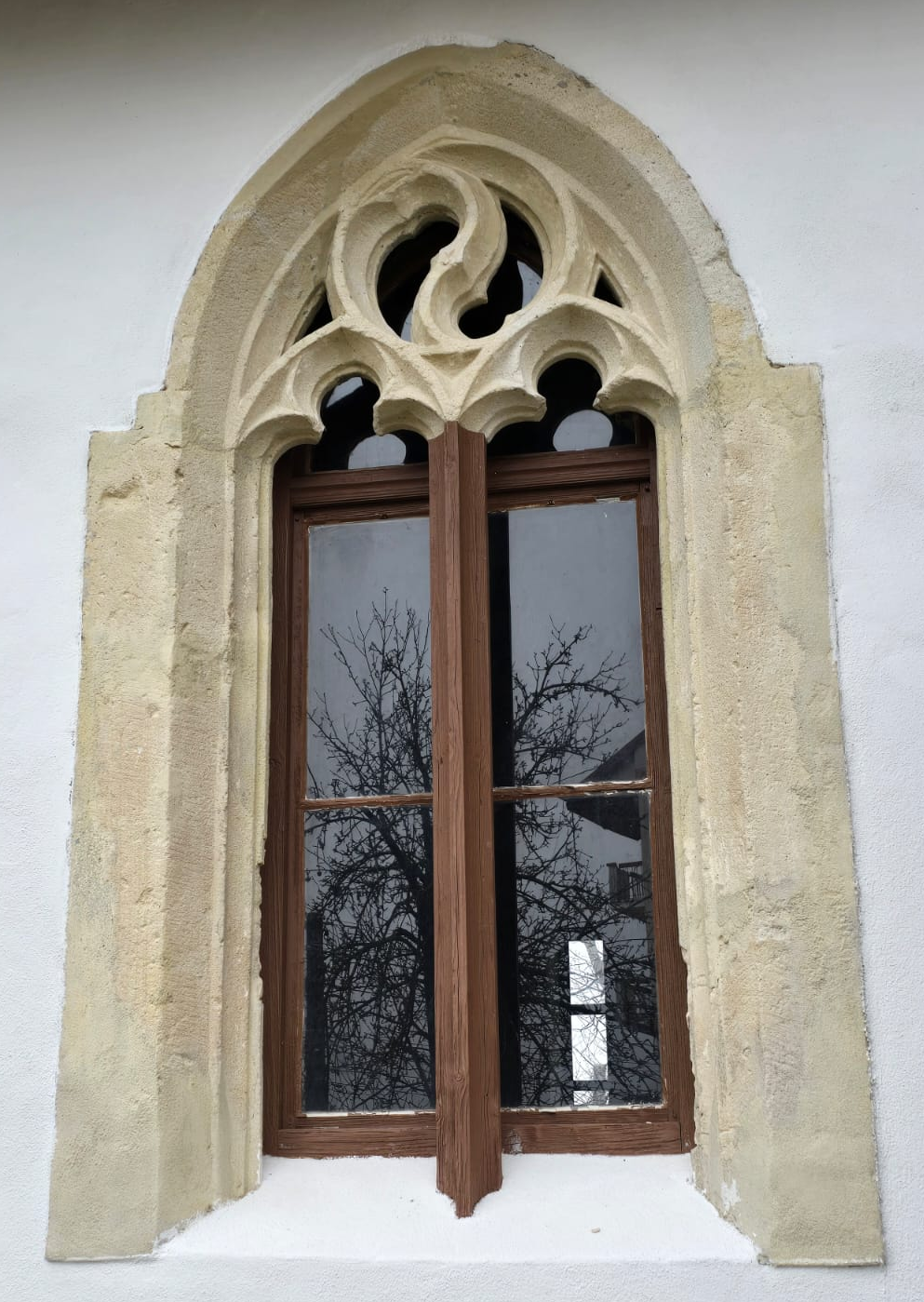
Fereastra gotică de pe partea dreaptă al bisericii.

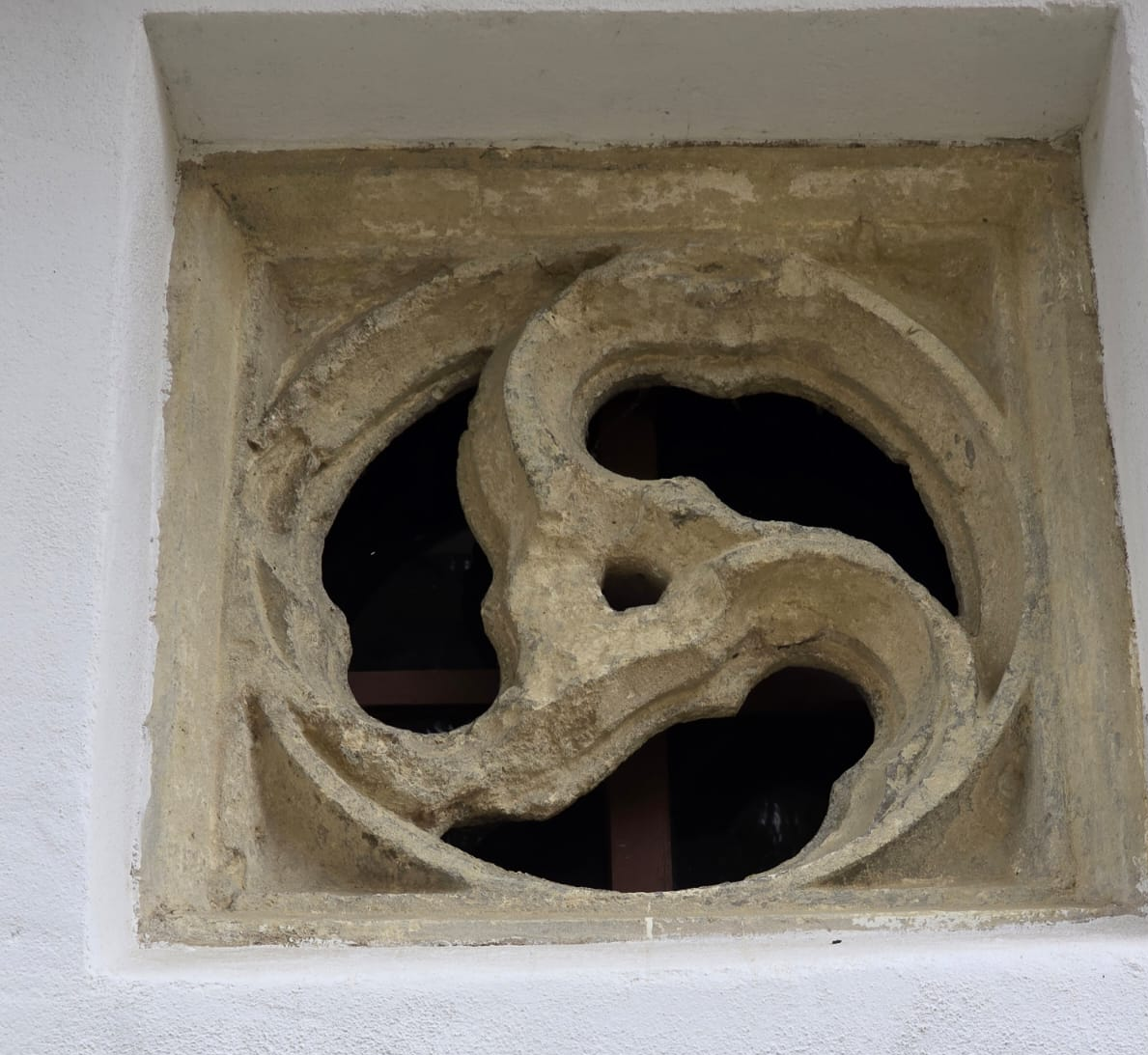
Fereastra gotică de pe peretele din spate al bisericii.

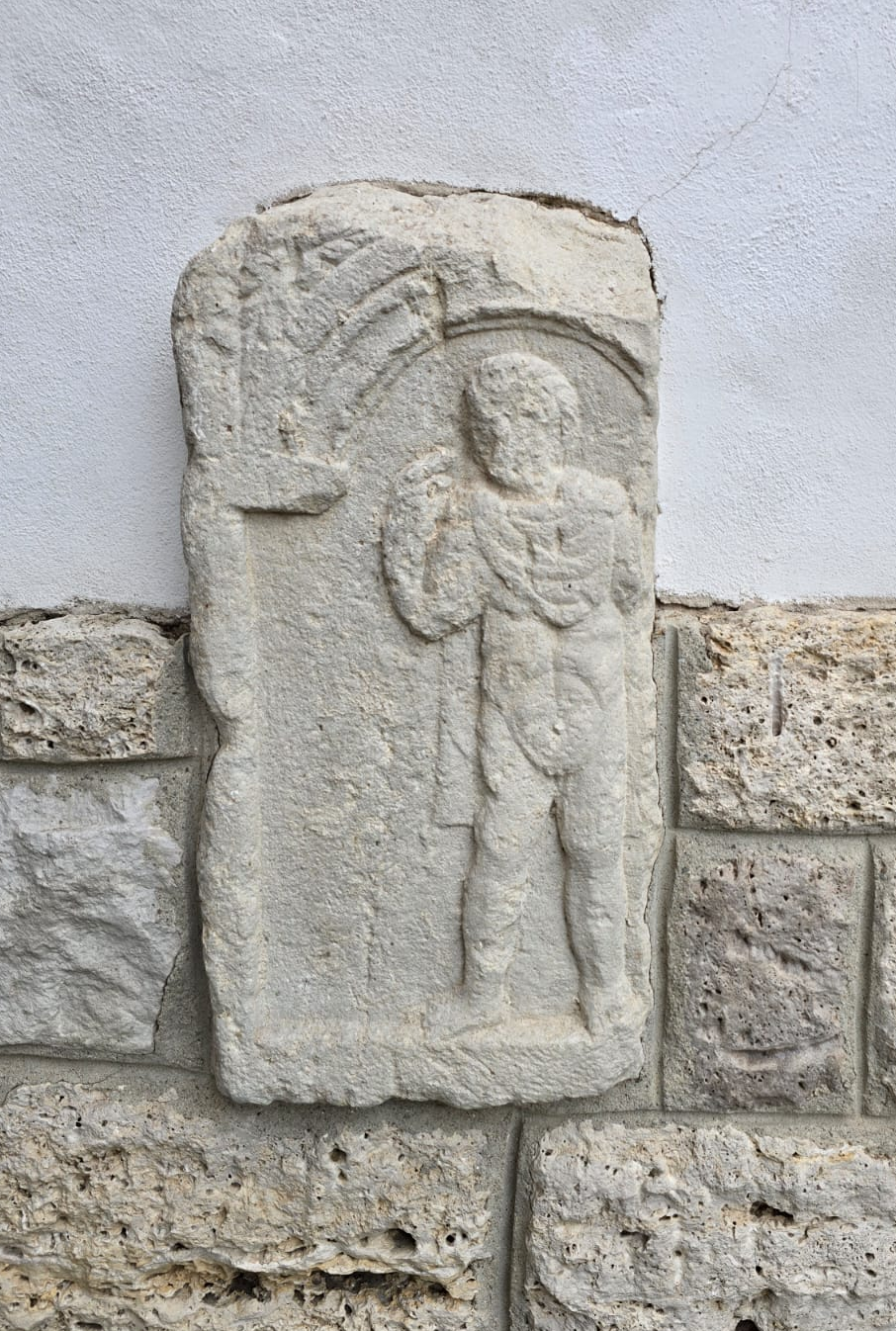
Basorelieful lui Hercules lângă intrare.